# 勐博区
勐博区，是缅甸联邦第一特区勐古县下辖的一个区。

## 行政区划
勐博区下辖以下等乡镇：
- 棒赛镇[1][2][3]
- 勐博乡[4]：上普光村
- 南岛乡[5]
- 景阳乡